# Chuck Noll
Charles Henry "Chuck" Noll (Cleveland, 5 de enero de 1932 - Pittsburgh, 13 de junio de 2014) fue un entrenador en jefe de fútbol americano, que sirvió como entrenador de los Pittsburgh Steelers en la NFL de 1969 a 1991.

## Biografía
Nacido en Cleveland, Ohio, Noll asistió al Benedictine High School donde jugó como corredor de bola y tackle ganando honores por su desempeño. Ganó una beca deportiva para la Universidad de Dayton. Noll fue seleccionado por el equipo de los Cleveland Browns en 1953. Jugó para los cafés hasta su retiro como jugador activo el cual fue en 1959 a la edad de 27 años.
Noll entrenó después a los San Diego Chargers y a los Baltimore Colts antes de llegar a ser el entrenador en jefe de los Pittsburgh Steelers. 
Chuck Noll fue nombrado el 14o. entrenador en jefe de los Pittsburgh Steelers el 27 de enero de 1969, después de que el entrenador en jefe del equipo de fútbol americano de la universidad de Penn State, Joe Paterno rechazó una oferta para ser el entrenador en jefe de los acereros.  Noll y Bill Belichick son los únicos entrenadores que han ganado cuatro Super Bowls, dirigiendo a los acereros a la victoria en las ediciones IX en 1975, X en 1976, XIII en 1979 y XIV en 1980.
Noll se retiró como entrenador en jefe de los Acereros después de la temporada de 1991, con un récord de 202 juegos ganados, 146 perdidos y un empatado. Fue admitido al Salón de la Fama del Fútbol Americano Profesional en 1993.
Chuck Noll vivió en los suburbios de Pittsburgh desde finales de los 60 hasta su fallecimiento el 13 de junio de 2014.